# Dramawebben

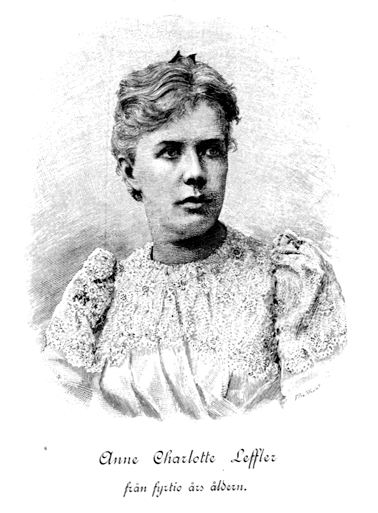
Anne Charlotte Leffler, en av de författare vars verk tillgängliggjorts via Dramawebben.

Dramawebben är en svensk webbplats som tillgängliggör upphovsrättsligt fri svensk dramatik genom att digitalisera manuskript och publicera dessa för fri nedladdning. Webbplatsen är tänkt att fungera som en resurs för teatrar och universitet, men också för allmänheten.
Dramawebben startades 2006 med statliga accessmedel. Uppdraget var då att tillgängliggöra en marginaliserad del av den svenska teaterns kulturarv. En inventering av upphovsrättslig fri dramatik inleddes i olika arkiv och bibliotek i Stockholm. År 2008 publicerades en digital katalog med över 200 pjäser skrivna av kvinnliga dramatiker. År 2009 beviljades projektet ett treårigt infrastrukturellt stöd för digitalisering, katalogisering och fulltextpublicering. I uppdraget ingick att publicera verk av både manliga och kvinnliga författare. Projektet beviljades 2011 6,1 miljoner svenska kronor från Vetenskapsrådet i syfte att under tre år utveckla den befintliga databasen för teoretisk och konstnärlig forskning om äldre svensk dramatik. Projektet har Riksteatern som anslagsförvaltare.
Syftet med projektet är "att tillgängliggöra en dramakorpus som är representativ för utvecklingen inom svensk teaterhistoria. Den inbegriper dramatik för vuxna och för barn i vitt skilda genrer som komedier, tragedier, dramer, farser, skoldramer och sagospel. Målsättningen är att "synliggöra genusförhållanden på det dramatiska fältet i olika epoker". Ytterligare ett syfte är "att lyfta fram dramatik som, trots framgångar i sin samtid, exkluderats av eftervärlden."
I oktober 2018 meddelades att Dramawebben införlivas med Litteraturbanken.